# Tendance
Tendance fue un programa de radio de Los 40 Principales presentado y dirigido por Ricky García emitido en dos épocas, con dos nombres distintos: "Tendance - El Sonido de la Fiesta" entre 1997 y 1998 y "Tendance - La Onda Digital" entre 1999 y 2000.
El programa tenía una lista con 10 temas (de ahí el nombre del programa, que tenía doble sentido), junto con diferentes secciones, que solían corresponder a temas recomendados de diferentes colaboradores como Dj Edgar o Víctor Pérez. También un día el susodicho Ricky García comentó en el programa que el nombre del mismo provenía de "Tendencia", ya que era la nueva tendencia que por aquel entonces empezaba a sonar en las pistas de baile y de la que Tendance se hacía eco.
El estilo del programa era principalmente Uplifting Trance, pero también incluía algo de Dance, House o puntualmente otros estilos.
En la época de "El Sonido de la Fiesta" se emitía una vez por semana (Sábados de 01.00 a 03.00 a. m.) y en la época de "La Onda Digital" se emitía dos veces por semana (Viernes y Sábados de 02.00 a 04.00 a. m.).
Tenía bastantes colaboradores, ya no sólo los que recomendaban algún tema y no estaban en el estudio, sino también gente entrañable como Dj Quasi. Algunos de los colaboradores llegaron a estar en sitios bastante conocidos como Loca Fm o la antigua Máxima FM, colaboradores como Robertpower (Roberto Hergueta) o Alex Trackone.
La finalización de las emisiones fue a finales de diciembre, una semana antes de Nochebuena del 2000.
La línea del programa seguía un patrón de música y humor, para hacerlo más cercano al oyente, sobre todo el oyente desconocedor del Dance y Trance.

## Colaboradores

### Roberto Hergueta alias Robertpower
Presentaba una sección llamada "Las Joyas Perdidas", donde por regla general, sonaban discos que salieron entre las dos épocas de Tendance, cuando no estuvo en antena. Fue locutor de la fórmula Máxima y Productor de In Session y de Maxima 51 Chart cuando Oscar Martínez se marchaba de vacaciones. Estuvo en la segunda temporada de Tendance. Decía que habría una tercera temporada, estando ya, en Maximafm, junto a Ricky Garcia, en los comienzos de máxima. Aunque al final, manifestó que por aquella época (2003), una nueva temporada del programa ya no sería lo mismo que antes. Recopiló una buena cantidad de cuñas y jingles de las dos temporadas. Actualmente nos ha dejado su gran voz y su gran conocimiento sobre el dance, debido a su fallecimiento.

### Alberto Dj
Presentaba la sección "Los Levantapistas", sección que tenía por motivo hacer sonar esos discos que en una sala de aquella época fueran rompedores, aunque se saliese del estilo habitual del programa.
Produjo junto con Ricky García el disco "Sweet Believe", cantado por Sheena, bajo el alias "Transcentury", producción propia de Tendance.

### Alex TrackOne
Colaborador experto en el tema de la producción musical, resolvía dudas, etc. Es de los más conocidos ahora, puesto que ha pasado por MQM Dance y Loca Fm. Produjo discos junto con Dj Napo por ejemplo.

### Dj Edgar
Dj Residente de la sala Dsigual de Cataluña, recomendaba un disco cada semana, podía ser tanto de Trance Melódico, suave, como de Tek Trance oscuro, aunque siempre manteniendo una línea. Otro colaborador muy conocido, de hecho este incluso antes de estar en Tendance.

### Cyberboy
Colaborador que estaba junto con Ricky en el programa.

### Dj Bubu
Otro de los habituales en las madrugadas de la primera época, también colaborando en la segunda, con unas colaboraciones increíbles ya que su voz era continuamente resampleada mientras hablaba.
Las frases míticas suyas eran como estas: "Es la hora cero. El infinito va tomando progresivamente forma humana, para convertirse en poder, en magia, y en la noche, cargada de flujos interactivos. Es el tendance."

### Charlie Martini
Colaborador que no aportaba recomendaciones musicales, sino que hablaba de mezclas, cócteles, y demás bebidas que se suelen tomar por la noche en bares y discotecas.

También había otros colaboradores como Dj Infierno, que en ocasiones daban su opinión sobre un tema determinado (generalmente fuera de la música) desde un punto de vista ácido y muy crítico.

## Diferencias entre las dos etapas
En "El Sonido de la Fiesta", Tendance tenía un estilo musical un tanto distinto del de "La Onda Digital", por varios motivos, como la ausencia casi total del House, y lo que sonaba mucho por aquella época, ya no sólo en ese programa, como era el Pizzicato, caracterizado por melodías con notas muy cortas (como en la música clásica, Pizzicato, pellizcado). Ya sonaba algo de Trance, pero tenían más protagonismo el Eurodance y el Dance. En "El Sonido de la Fiesta", aparte de Ricky García estaba Dj Víctor, que en la siguiente etapa del programa estuvo durante una parte solamente. También tenían colaboradores, generalmente ausentes en el estudio: Dj Christian House-Dance y Dj Edgar de la sala Dsigual, entre otros, este último también colaborando en la siguiente etapa.